# 爷爷 (丽江人)

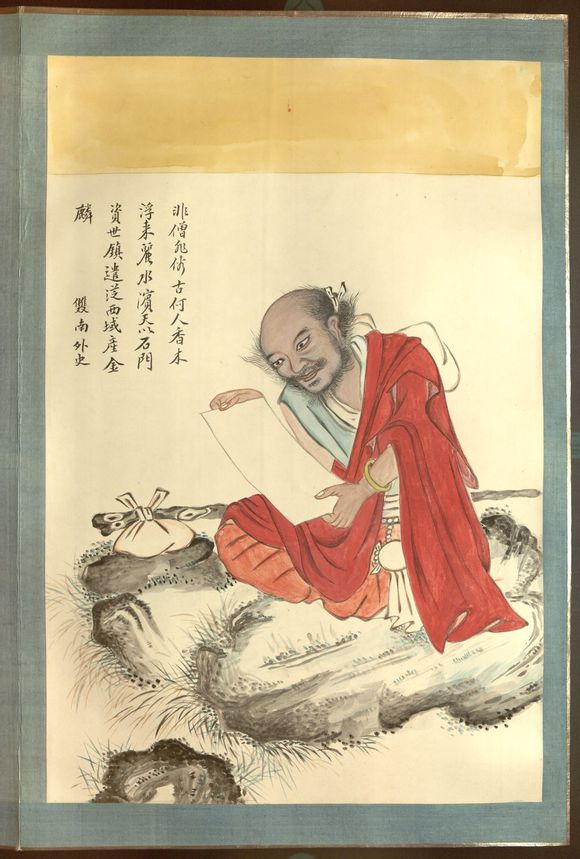
傳說中丽江土司的祖先“爷爷”

爷爷（？—？），《木氏宦谱》记载丽江土司的實際祖先，约活跃于宋朝。
《木氏宦谱》（乙）以爷爷為第一代，牟保阿琮為第二代。据其记载，在宋徽宗年間，蒙古族人爷爷從西域崑崙山，乘坐大象樹於金沙江漂流，来到摩娑诏。爷爷受到摩娑诏君主牟乐牟保的器重；因牟乐牟保无子，遂収爷爷的儿子牟保阿琮为养子。牟乐牟保死后，由牟保阿琮嗣位。納西族的傳說稱，元世祖南征緬甸時，遇到大雪，在一個村子里與村長的女兒生下一子。元世祖走後，女子等待他沒有回來，於是投金沙江自盡，她的兒子在北勒此村被收養。元世祖後來知道了，封這個孩子為納西親王。這些故事大概是麗江土司附會自己的高貴出身而創造的。